# 東哈丹姆 (康乃狄克州)
東哈丹姆（英語：East Haddam）是一個位於美國康乃狄克州米德爾塞克斯縣的城鎮。

## 地理
東哈丹姆的座標為41°29′00″N 72°24′00″W / 41.48333°N 72.40000°W，而該地的平均海拔高度為148米（即486英尺）。

## 人口
根據2010年美國人口普查的數據，東哈丹姆的面積為146.60平方千米，當中陸地面積為140.80平方千米，而水域面積為5.80平方千米。當地共有人口9126人，而人口密度為每平方千米62.25人。